# Galatasaray (Beyoğlu)
Galatasaray és un barri del districte de Beyoğlu, Istanbul, situat a la part europea de la ciutat.

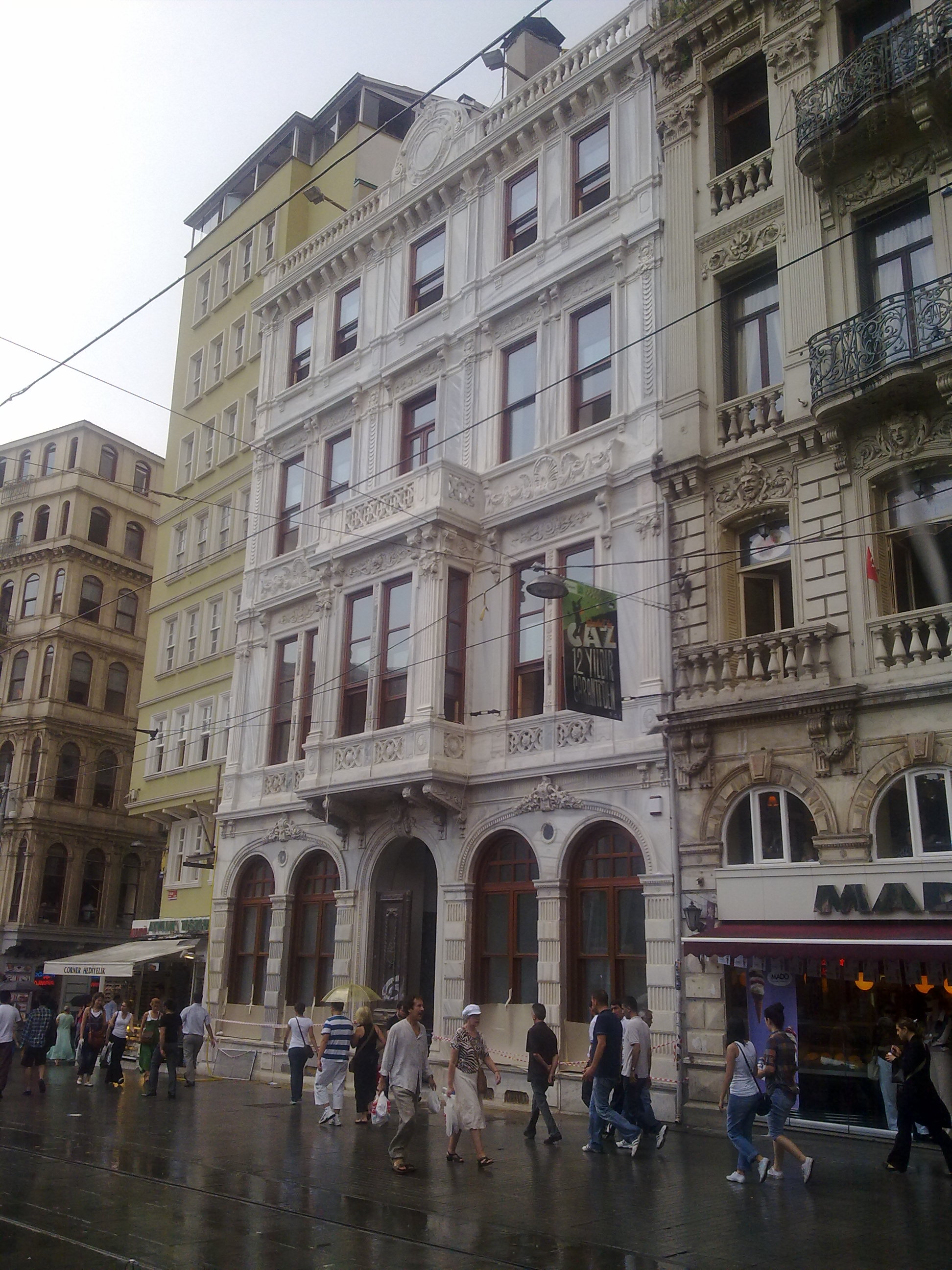
Museu de Galatasaray

El Galatasaray Spor Kulübü, un dels clubs de futbol més famosos de Turquia, va prendre el seu nom per aquest barri, i va ser fundat el 1905 a la propera Plaça de Galatasaray, on també hi ha el Galatasaray Lisesi (Liceu de Galatasaray), conegut abans amb el nom de Mekteb-i Sultani (Escola Reial). Galatasaray significa literalment Palau Gàlata.
A la plaça hi ha un monument dedicat al 50è Aniversari de la República, esculpit per Şadi Çalık.